# Otto Bachof
Otto Bachof (* 6. März 1914 in Bremen; † 21. Januar 2006 in Tübingen) war ein deutscher Rechtswissenschaftler, Professor für Öffentliches Recht sowie Mitglied des Staatsgerichtshofs Baden-Württemberg. Er gilt als einer der wichtigsten Wiederbegründer einer deutschen rechtsstaatlichen Verwaltungsrechtswissenschaft nach 1945.

## Leben
Otto Bachof war Sohn eines Rechtsanwalts. Nach seinem Abitur 1932 studierte er Rechtswissenschaften an den Universitäten Freiburg im Breisgau, Genf, Berlin, Königsberg und München. Während seines Studiums wurde er Mitglied der AMV Alt-Straßburg Freiburg (im Sondershäuser Verband).  1935 legte er seine erste juristische Staatsprüfung an der Universität München ab. Im Jahre 1938 wurde er an der Universität Freiburg mit der Arbeit Die parochiale Rechtsstellung der großen Anstalten in den deutschen evangelischen Kirchen promoviert.
Es folgten die zweite juristische Staatsprüfung und die erste Anstellung als Regierungsassessor in Marburg. Nach seinem Kriegsdienst war er 1940 im Landratsamt Stolp (Pommern) und anschließend in der Regierung in Koblenz tätig. Dort wurde er 1942 Regierungsrat. Wieder folgte der Einzug zur Wehrmacht. Nach Kriegsende 1945 war er zunächst Bauhilfsarbeiter in Koblenz, ab 1946 angestellt in einem Wirtschaftstreuhandbüro in Stuttgart. 1947 wurde er Ministerialrat am Verwaltungsgericht Stuttgart, 1948 Verwaltungsgerichtsdirektor und 1949 Oberverwaltungsgerichtsrat.
Im Jahre 1950 habilitierte sich Otto Bachof an der Ruprecht-Karls-Universität Heidelberg bei Walter Jellinek mit der Arbeit „Die verwaltungsgerichtliche Klage auf Vornahme einer Amtshandlung“. Er war anschließend Privatdozent und erhielt 1952 einen Ruf an die Universität Erlangen. 1955 folgte der Wechsel auf den Lehrstuhl für Öffentliches Recht an die Eberhard Karls Universität Tübingen mit den Schwerpunkten Öffentliches Recht, Staatsrecht, Verwaltungsrecht, Rechtsphilosophie und allgemeine Staatslehre.
In den Jahren 1958 bis 1985 war Otto Bachof Mitglied des Staatsgerichtshofs Baden-Württemberg und von 1959 bis 1961 Rektor der Eberhard Karls Universität Tübingen.
Otto Bachof erhielt die Ehrendoktorwürde der Universität Aix-Marseille (1968) und der Julius-Maximilians-Universität Würzburg (1989). 1984 wurde er mit der Verdienstmedaille des Landes Baden-Württemberg und 1987 mit dem Großen Verdienstkreuz der Bundesrepublik Deutschland ausgezeichnet.
Die Privatbibliothek Otto Bachofs wurde vom Osnabrücker Staatsrechtler Jörn Ipsen übernommen. Am 17. November 2006 wurden die Bücher in die Bibliothek des Instituts für Kommunalrecht mit dem Namen „Otto-Bachof-Bibliothek“ integriert.
Er war mit Elisabeth geb. Heidsieck verheiratet und hatte zwei Töchter.

## Publikationen
- Die verwaltungsgerichtliche Klage auf Vornahme einer Amtshandlung. Zugleich eine Untersuchung über den öffentlichrechtlichen Folgenbeseitigungsanspruch nach Aufhebung eines rechtswidrigen Verwaltungsaktes. Mohr, Tübingen 1951.
- Wehrpflichtgesetz und Rechtsschutz. Eine Untersuchung über Fehlentwicklungen der Verwaltungsgerichtsbarkeit. Mohr (Siebeck), Tübingen 1957, DNB 450199088.
- Grundgesetz und Richtermacht: Rede bei der feierlichen Übergabe des Rektorats zu Beginn des Sommersemesters am 2. Mai 1959. Mohr (Siebeck), Tübingen 1959, DNB 450198995.
- Verfassungsrecht, Verwaltungsrecht, Verfahrensrecht in der Rechtsprechung des Bundesverwaltungsgerichts. 3. Auflage. Band 1. Mohr (Siebeck), Tübingen 1966, DNB 455595321.
- Verfassungsrecht, Verwaltungsrecht, Verfahrensrecht in der Rechtsprechung des Bundesverwaltungsgerichts. 3. Auflage. Band 2. Mohr (Siebeck), Tübingen 1967, DNB 455595348.
- Wege zum Rechtsstaat. Ausgewählte Studien zum öffentlichen Recht. Mit einem bibliographischen Anhang zum 65. Geburtstag des Autors. Hrsg.: Ludwig Föhler, Detlef Göldner u. a. Athäneum, Königstein (Taunus) 1979.